# Urszula Ewa Łukomska
Urszula Ewa Łukomska (ur. 1 stycznia 1951 w Starcach) – nauczyciel dyplomowany, wieloletnia nauczycielka historii ze Złoczewa, regionalistka, opiekunka muzeów szkolnych, badaczka i popularyzatorka historii ziemi złoczewskiej oraz kustosz miejsc pamięci narodowej.

## Życiorys

### Młodość i wykształcenie
Uczęszczała do szkoły podstawowej w Godynicach, po ukończeniu której podjęła naukę w liceum pedagogicznym. W 1978 r. uzyskała tytuł magistra historii na Uniwersytecie Wrocławskim.

### Działalność zawodowa
W 1976 r. rozpoczęła pracę w Liceum Ogólnokształcącym w Złoczewie, gdzie przez wiele lat uczyła historii.

### Aktywność społeczna
Tuż po rozpoczęciu pracy podjęła się stworzenia izby pamięci, w której dzięki jej staraniom zgromadzono materiały dotyczące tragicznych doświadczeń Złoczewa w 1939 r. Na potrzeby lokalnych środowisk Urszula Ewa Łukomska urządzała wystawy zgromadzonych w tej izbie zbiorów oraz prowadziła lekcje muzealne. W ramach swej działalności dba o pielęgnowanie pamięci o związanych z ziemią złoczewską ofiarach zbrodni katyńskiej i ich honorowanie. Z jej inicjatywy na skwerze przed szkołą w Złoczewie ustawiono trzy pamiątkowe głazy i posadzono dęby pamięci poświęcone złoczewskim ofiarom tego ludobójstwa. Swoimi doświadczeniami nauczyciela-muzealnika dzieliła się z innymi nauczycielami i dyrektorami szkół organizując konferencje i spotkania.
Współpracowała z Okręgową Komisją Badania Zbrodni Hitlerowskich w Łodzi Delegaturą w Sieradzu, a następnie z Oddziałem Instytutu Pamięci Narodowej w Łodzi organizując spotkania i seminaria dostarczające wiedzę na temat II wojny światowej, okupacji niemieckiej i sowieckiej oraz przełomów z lat 1945–1989. Jest organizatorem spotkań z kombatantami, byłymi więźniami obozów koncentracyjnych, sybirakami, członkami Klubów Historycznych im. gen. Stefana Roweckiego „Grota”. Spotkania te pozwalają ich uczestnikom poszerzać i wzbogacać znajomość historii lat 1939–1945.
W swej pracy popularyzuje potrzebę i znaczenie znajomości historii najnowszej, zachowywania pamięci o minionych pokoleniach oraz dbania o miejsca pamięci narodowej. Stara się kształtować postawy patriotyczne i obywatelskie wśród młodzieży. Za swą działalność została w 2012 r. uhonorowana przez Instytut Pamięci Narodowej Nagrodą Kustosza Pamięci Narodowej.

## Odznaczenia i nagrody
- Nagroda Kustosz Pamięci Narodowej (2012)